# Колимська затока
Колимська затока — затока біля південно-східного берега Східносибірського моря. Розташована між мисом Крестовський і дельтою Колими, за якою і названий. Відкрита на північ, вдається в материк на 45 км. Ширина біля входу 106 км. Глибина від 4 до 9 м.
На березі бухти тундрова рослинність. У південній частині в затоку впадає річка Колима, утворюючи велику дельту з безліччю островів, найбільші з яких: Кам'янка, ГУСМП, Сухарний, Столбік, Табишевський, Штормовий. У західній частині в затоку впадає також річка Велика Чуконья, утворюючи широке гирло. На узбережжі розташовані миси Великий Чукочий, Малий Чукочий, Кекури, Товстий, Дироватий, Лаптєва, Обривистий. Берег переважно низинний. На схід від затоки розташовані бухти Трояна (Чаяч'я) та Амбарчик.
Укрита кригою більшу частину року. Припливи завбільшки до 0,2 м, півдобові.
Затоку не слід плутати з Колимською губою, менш великою та розташованою за 330 км на північний захід.
Адміністративно затока входить до Республіки Саха Росії.